# Натуральний звукоряд

Гармонічний звукоряд — це послідовність всіх кратних до базової частоти. Гармонічний звукоряд струни, зі зменшенням довжини хвилі в n разів, відповідно збільшується частота.

Натура́льний, гармоні́чний звукоря́д — звукоряд, що утворюється деяким тоном та його гармонічними обертонами. Натуральний звукоряд можна представити як співвідношення частот звуків, що утворюють ряд натуральних чисел: 1:2:3:4:5:6… Наприклад, натуральний звукоряд від Ля великої октави матиме такий вигляд: 110 Гц, 220 Гц, 330 Гц, 440 Гц, 550 Гц, 660 Гц, 770 Гц, 880 Гц, 990 Гц, 1100 Гц, і т. д. Цей самий звукоряд у формі нотного запису: